# Фридрих фон Шаумбург-Липе
Фридрих Георг Вилхелм Бруно фон Шаумбург-Липе (на немски: Friedrich Georg Wilhelm Bruno Prinz zu Schaumburg-Lippe; * 30 януари 1868 в дворец Ратибориц при Наход, Бохемия, Австро-Унгария; † 17 декември 1945 в Кудова-Здруй, Силезия, Полша) е принц на Шаумбург-Липе.
Той е вторият син на принц Вилхелм фон Шаумбург-Липе (1834 – 1906) и принцеса Батилдис фон Анхалт-Десау (1837 – 1902), дъщеря на принц Фридрих Август фон Анхалт-Десау (1799 – 1864) и принцеса Мария Луиза Шарлота фон Хесен-Касел (1814 – 1895). Сестра му Шарлота (1864 – 1946) е кралица на Вюртемберг (1891 – 1918), омъжена на 8 април 1886 г. за крал Вилхелм II фон Вюртемберг (1848 – 1921).
До 1945 г. Фридрих фон Шаумбург-Липе е последният собственик на секундогенитур Наход. Принц Фридрих като немски гражданин след втората световна война на 12 май 1945 г. е преместен през границата в Закиш (Zakrze в Полша) в земята „Глац“. Там той умира. Полските и чехословашките власти разрешават трупът му да бъде занесен в Наход. Той е погребан там скромно във войнишкото гробище близо до двореца.

## Фамилия
Фридрих фон Шаумбург-Липе се жени на 5 май 1896 г. в Копенхаген за принцеса Луиза Каролина Йозефина София Тира Олга Датска (* 17 февруари 1875, Копенхаген; † 4 април 1906, замък Наход, Ратибориц), дъщеря на датския крал Фредерик VIII (1843 – 1912) и принцеса 	Ловиса Шведска (1851 – 1926). Те имат три деца:
- Мария Луиза Дагмар Батилдис Шарлота фон Шаумбург-Липе (* 10 февруари 1897, Йоденбург, Унгария; † 1 октомври 1938, Ной-Фарланд близо до Потсдам), омъжена на 27 април 1916 г. за принц Фридрих Зигизмунд Пруски (* 17 декември 1891; † 6 юли 1927, пада от коня си в Швейцария)
- Кристиан Николаус Вилхелм Фридрих Алберт Ернст Стефан фон Шаумбург-Липе (* 20 февруари 1898, Йоденбург, Унгария; † 13 юли 1974, Biukeburg), женен на 9 септември 1937 г. за принцеса Феодора Датска (* 3 юли 1910; † 17 март 1975)
- Стефани Александрина Хермина Тира Ксения Батилдис Ингеборг фон Шаумбург-Липе (* 19 декември 1899, Йоденбург; † 2 май 1925, Бургщайнфурт), омъжена на 9 септември 1921 г. за 5. княз Виктор Адолф фон Бентхайм-Щайнфурт (* 18 юли 1883; † 4 юни 1961)

Фридрих фон Шаумбург-Липе се жени втори път на 26 май 1909 г. в Десау за принцеса Антоанета Анна Александра Мария Луиза Агнес Елизабет Августа Фридерика фон Анхалт (* 3 март 1885, дворец Георгиум; † 3 април 1963, Десау), единствена дъщеря на наследствен принц Леополд фон Анхалт (1855 – 1886) и ландграфиня Елизабет фон Хесен-Касел (1861 – 1955). Те имат два сина:
- Леополд Фридрих Александер Вилхелм Едуард (* 21 февруари 1910, Наход; † 25 януари 2006, Бад Валдзее), неженен
- Вилхелм Фридрих Карл Адолф Леополд Хилдерих (* 24 август 1912, Ратибориц; † 4 март 1938, Ной-Бранденбург), неженен